# 小倉由美
小倉 由美（おぐら ゆみ、1967年9月2日 - ）は、日本の女子プロレスラー。全日本女子プロレスの中心選手として活躍したアイドルレスラー。

## 経歴
- 小柄だったが、健気に戦う姿がファンに愛された。
- 入門して間もない頃、TBS系連続ドラマ「輝きたいの」（友永桂子役）にもレギュラー出演。
- 元WWWA世界タッグ王者（パートナーは84代・永堀一恵、88代・小松美加）。第8代全日本選手権、初代・第3代全日本タッグ選手権も保持（ともにパートナーは永堀（タッグチーム「レッドタイフーンズ」と名乗る））。主にタッグ戦線で活躍した。
- 後輩の面倒見がよく、アジャ・コングや下田美馬らをかわいがった
- 1987年4月、永堀と組んで王者の宇野久子（現：北斗晶）&堀田祐美子組に挑戦したWWWA世界タッグ戦において、北斗に対しセカンドロープからのツームストン・パイルドライバーを仕掛け、北斗は頸椎を骨折する重傷を負った。
- その後も小松とのタッグでファイヤージェッツからWWWA世界タッグを奪取しジャンピング・ボム・エンジェルスや外人ペアから防衛しその後敗れはしたもののクラッシュギャルズの挑戦を受けるなどして活躍したが1989年12月8日、後楽園ホールにて同期生ブル中野と引退試合（5分エキシビション）を行う。試合は5分ジャスト、ジャーマン・スープレックスで小倉のフォール勝ち。クラッシュの2人や同期らも駆けつけた試合後の引退セレモニーではかつて重傷を負わせた北斗晶やアジャ・コングが涙を流しながら花束を贈呈した。
- 1990年3月18日、後楽園ホールで覆面レスラー「ハイパーキャット」として復帰。以後約1年間活動した。
- 1994年の全女東京ドーム大会、1998年8月「メモリアル・オールスター戦〜あの時、君は強かった!!」（ハイパー・キャットとして）、2003年の全女35周年記念大会で一日限定復活を行っている。
- テレビ番組の企画で約27年ぶりに北斗晶と再会。結果的に北斗が負傷した試合では、小倉は試合前から雑誌の取材に対し「すごい技を出す」等と答え、練習で成功したこともなく、その危険性を認識していた技で北斗が負傷した事を告白し、直接謝罪した[1]。
- 2004年、老舗天ぷら店の2代目と36歳のときに結婚。後に3児を出産する。
- 2021年6月28日放送「昼めし旅 〜あなたのご飯見せてください!〜（テレビ東京）」には一家そろっての登場をした。

## 得意技
- ニーラリアット（膝を当てる形のレッグラリアット）
- ジャーマン・スープレックス
- ラリアットに対するカウンターの脇固め
- サンセットフリップ
- 魔神風車固め

## タイトル歴
- WWWA世界タッグ王座
- 全日本シングル王座
- 全日本タッグ王座
- 全日本ジュニア王座

## テレビ出演
- YOU OSAKA「今、花ざかり 女の職業」（1986年03月15日、NHK教育）